# جويل فيندلاي
جويل فيندلاي (بالإنجليزية: Joel Findlay)‏ هو لاعب كرة الريشة أسترالي، ولد في 29 يونيو 1989 في بالارات في أستراليا.

## وصلات خارجية
- جويل فيندلاي على موقع BWF.tournamentsoftware.com (الإنجليزية)
- جويل فيندلاي على موقع BWFbadminton.com (الإنجليزية)